# Московиц, Тодд
Московиц, Тодд (с англ. — «Todd Moscowitz») — руководитель Alamo Records и менеджер Gucci Mane. Ранее Московиц  соучредил 300 Entertainment, занимал пост сопредседателя и генерального директора Warner Bros. Records и Def Jam.

## Карьера
В 2013 году создал лейбл 300 Entertainment совместно с Лиором Коэном, Роджером Голдом, Кевином Лайлсом в партнёрстве с Твиттером. Лейбл включает в себя Fetty Wap, Янг Тага, Eric Bellinger, YNW Melly, Alex Winston, Shy Glizzy, Gunna, Tee Grizzley, Lil Keed, Jacquie Lee, Highly Suspect, Panama и других.
В конце 2016 года он основал Cold Heat Records, который позже переименовали в Alamo Records. Контракт с лейблом подписали Wifisfuneral, Smokepurpp, Blackbear и другие.
Московиц является менеджером Gucci Mane.

## Исполнители
- Atlas Genius
- AGNEZ MO
- B.G.
- blackbear
- Bone Thugs-n-Harmony
- The Bongz
- Byrd Gang
- Bun B
- Cadillac Don - J-Money
- Cam'Ron
- Chelji
- Chingo Bling
- Chopper City Boyz
- Comethazine
- Common
- Curren$y
- D4L
- Devin the Dude
- DJ Scream
- Dusty McFly
- Fetty Wap
- Foxx
- Frayser Boy
- Freekey Zekey
- Geto Boys
- Ginuwine
- Gucci Mane
- Hoodrich Pablo Juan
- Jaalid
- Jill Scott
- Jim Jones
- J. Cole
- J.R. Writer
- K. Michelle
- Kandi
- King Co
- Kiotti
- Kirko Bangz
- Lil Boosie
- Lil Cali
- Lil Flip
- Lil Gotit
- Lil Phat
- Lil Wil
- Lil Wyte
- Lyfe Jennings
- Meek Mill
- Migos
- Mike Jones
- Misha
- Maybach Music Group
- MPG 45
- New Boyz
- OJ da Juiceman
- Omarion
- Oowee
- Outasight
- OVO Sound
- Partners in Crime
- Pill
- Pimp C
- Paul Wall
- Polo Boy
- Project Pat
- Prynce
- Richy Samo
- Rockie Fresh
- Ron$oCold
- Scarface
- Sene
- Shawty Lo
- Slim
- Slimelife Shawty
- Smokepurpp
- Stalley
- Terra Main
- Theophilus London
- TK N Cash
- T-Wayne
- UTP
- Waka Flocka Flame
- Wifisfuneral
- Willie the Kid
- Янг Таг
- Yukmouth
- Z-Ro